# 柏南車站
柏南火車站（英語：Burnham Railway Station）是一座服務英格蘭白金漢郡柏南的鐵路車站。該站位於大西部主線上，距離倫敦帕丁頓車站20英里77鏈（33.7），東鄰斯勞車站，西鄰塔普婁車站。該站雖然以「柏南」為名，但其實際位置在柏南以南0.5英里（0.80）、屬於斯勞西郊的Haymill地區。該車站最初與柏南同屬白金漢郡，但在1972年地方政府法案中，車站所在地區跟隨斯勞改屬伯克郡。
現時柏南車站由伊利沙伯綫管理。該綫同時提供該站所有常規列車服務。

## 歷史
1899年7月1日開業時，該站名為柏南比切斯，從1930年9月1日至1975年5月5日改名為柏南（布士），然後簡稱柏南。然而，國家鐵路有時將該站稱為柏南（布士）和柏南（Berks）。由於第一次世界大戰的經濟措施，該站於1917年4月2日至1919年3月3日期間曾暫停運營。
為了準備引入伊利沙伯綫服務，該站的運營在2017年底由倫敦交通局的代表橫貫鐵路（現為伊利沙伯綫）接管。

## 車站位置
該站位於柏南村以南約半英里處，距離西本納姆村約一英里，是斯勞工業區最近的車站。

## 車站設施
柏南火車站設有全天候開放的售票辦公室，提供完整的服務人員。車站設有三台自助售票機，其中兩台位於車站入口，一台位於月台上。這些售票機接受現金、借記卡和信用卡付款。
車站設有候車室，在售票辦公室開放時間內開放。每個月台下方也設有遮篷下的座位。
停車設施約100米遠，由APCOA管理的停車場提供服務。停車證可以單獨從車站購買給車票持有者，或者季票持有者可以從APCOA購買停車票。

## 列車服務
非高峰時段，柏南火車站的所有服務均由伊利沙伯綫使用345型電動列車運營。
非高峰時段服務（每小時列車數量）為：
- 每小時4班次前往修道院森林站
- 每小時4班次前往梅登黑德站，其中2班次繼續前往雷丁站
高峰時段有更多服務停靠該站，使每個方向的服務增加至每小時最多6班次。
此外，該站還有少量早晨和晚上由西部鐵路公司運營的列車服務，往返於倫敦柏靈頓和雷丁。